# Nelly Maes
Nelly Maes (n. 25 februarie 1941) este un om politic belgian, membru al Parlamentului European în perioada 1999-2004 din partea Belgiei.
1. 1 2  Deputații în Parlamentul European